# Веттенберг
Веттенберг (нем. Wettenberg) — община в Германии, в земле Гессен. Подчиняется административному округу Гиссен. Входит в состав района Гиссен. Население составляет 12 395 человек (на 30 июня 2009 года). Занимает площадь 42,97 км².
- Веттенберг